# Albert Hoedicke
Albert Hoedicke (Lebensdaten unbekannt) war ein deutscher Fechter und deutscher Meister. Hoedicke focht beim Fechterring Nürnberg, dem vor dem Zweiten Weltkrieg zahlreiche erfolgreiche Fechter angehörten, unter anderem auch der vierzehnmalige deutsche Meister Richard Liebscher. 1935 gewann Hoedicke die deutschen Einzelmeisterschaften im Degenfechten.